# アナベル・オルティス
アナベル・オルティス・モラレス（Anabel Ortiz Morales、1986年7月5日 - ）は、メキシコの女子プロボクサー。第3代WBC女子世界ストロー級王者。第3代WBA女子世界ミニマム級王者。

## 来歴
空手を5年間やった後、11歳でボクシングを始める。
2007年1月12日、クリスティーナ・アギラールと両者にとってのデビュー戦を行い、3-0の判定勝ちを収めデビュー戦を白星で飾った。
2007年2月10日、ルシア・アバロスと対戦し、プロ初のKO勝利となる4回KO勝ちを収めた。
2007年3月30日、デリア・ロペスとメキシコ女子ライトフライ級王座決定戦を行い、3-0の判定勝ちを収め王座獲得に成功した。
2008年11月21日、イベス・サモラと対戦し、プロ初黒星となる10回判定負けを喫しメキシコ王座の初防衛に失敗、王座から陥落した。
2009年10月31日、WBC女子世界ストロー級王者カリーナ・モレノと対戦し、3-0（96-94、96-94、96-94）の判定勝ちを収め王座獲得に成功した。
2010年1月30日、ジェセニア・マルティネス・カストレホンとノンタイトル6回戦を行い、3-0の判定勝ちを収めた。
2010年9月13日、後楽園ホールで菊地奈々子と対戦し、3-0（98-92、98-92、99-91）の判定勝ちを収めWBC王座の初防衛に成功した。
2011年5月8日、後楽園ホールで藤岡奈穂子と対戦し、8回2分0秒、オルティスの棄権によりWBC王座の2度目の防衛に失敗、王座から陥落した。
2011年10月14日、イボンヌ・ロサスとWBC女子世界ストロー級シルバー王座決定戦を行い、3-0の判定勝ちを収め王座獲得に成功した。
2012年4月21日、スサナ・クルス・ペレスと対戦し、5回TKO勝ちを収めWBCシルバー王座の初防衛に成功した。
2012年5月24日、ブエノスアイレスでジェシカ・ボップが持つWBA女子世界ライトフライ級王座並びにWBC女子世界ライトフライ級王座に挑戦し、0-3の判定負けを喫し2階級制覇を果たせなかった。
2012年11月、日本の亀田ジムと契約したことを発表。
2013年7月23日、東京ビッグサイトでWBA女子世界ミニマム級王者多田悦子と対戦し、2-1（96-94、96-94、93-97）の判定勝ちを収め王座獲得に成功した。
2013年11月9日、済州島の済州グランドホテルでパク・ヘスと対戦し、3-0（100-91、100-90、100-92）の判定勝ちを収めWBA王座の初防衛に成功した。
2014年7月26日、イダルゴ州エパソユカンでネイシ・トーレスと対戦し、3回1分56秒TKO勝ちを収めWBA王座の2度目の防衛に成功した。
2014年11月9日、ケレタロ州ケレタロで多田悦子と対戦し、2-1（99-90、96-93、94-95）の判定勝ちを収めWBA王座の3度目の防衛に成功した。
2015年4月29日、堺市産業振興センターで好川菜々と対戦し、3-0（100-90、99-91、97-93）の判定勝ちを収めWBA王座の4度目の防衛に成功した。
2021年3月20日、セニエサ・エストラーダ相手にWBA王座13度目の防衛に挑むが、0-3判定で敗れ7年半以上に渡る王座から陥落。
2021年12月18日、マーレン・エスパーザが持つWBC女子世界フライ級王座に挑むが、0-3判定で敗れ2階級制覇ならず。

## 戦績
- 34戦31勝（4KO）5敗

## 獲得タイトル
- メキシコ女子ライトフライ級王座
- WBC女子世界ストロー級王座（防衛1）
- WBC女子世界ストロー級シルバー王座
- WBA女子世界ミニマム級王座（防衛12）